# Olga Lehmann
Louise Olga Mary Lehmann (Bissett) (* Chile, Catemu, Región de Valparaíso, 10 de febrero de 1912  - † Inglaterra, Saffron Walden, Essex, 26 de octubre de 2001) (89 años). Fue una artista visual.

## Primeros años de vida
Ella tenía una hermana, Mónica (Mónica Pidgeon), y un hermano, George (Andrew George Bissett). Se educó en el Santiago College, Santiago de Chile, y en 1929 se trasladó a Inglaterra, donde obtuvo una beca en la Slade School of Fine Art, Universidad de Londres. Nacida María Grisel Lehmann (de soltera Bissett) se casó con un ingeniero de minas Andrew William Lehmann.

## Vida artística
En la Slade, estudió bellas artes bajo la tutela de Henry Tonks y Randolph Schwabe, especializada en diseño teatral bajo Vladimir Polunin y en el retrato de Alan Gwynne-Jones. Le otorgaron premios en su vida gracias a su pintura, composición y diseño teatral, visitó España en los años treinta; temas españoles y árabes se reflejaron posteriormente en su arte.
Su vida de trabajo productivo como artista se extendió por casi seis décadas, desde 1930 hasta la década de 1980. A lo largo de la década de 1930 adquirió una reputación en los campos de la pintura mural y el retrato. Se exhibió su trabajo en el Retrato de la Royal Society en 1933, y con el Grupo de Londres en 1935. Luego se relacionó con personas relacionadas con las películas o el registro de industrias tales como los cantantes Edric Connor, Carmen Prietto, el director de orquesta Richard Austin, y los actores Dirk Bogarde y Patrice Wymore. Durante los bombardeos en 1940, su apartamento-estudio en Hampstead fue destruido por una bomba, y se perdió gran parte de su trabajo temprano.
Después de la Segunda Guerra Mundial, su nombre se asocia principalmente con el diseño gráfico de la "Radio Times", y el diseño para el cine y la televisión. En 1939 se casó con el autor y el editor Richard Carl Huson, con quien tuvo un hijo, el autor y guionista de televisión y productor Paul Huson. Fue su marido hasta que falleció en 1984, y ella murió en Saffron Walden, Essex, en 2001.